# Lype eximia
Lype eximia is een fossiele soort schietmot uit de familie Psychomyiidae.